# Johann Heinrich Schreiber
Johann Heinrich Schreiber (* 24. Dezember 1797 in Asterode; † 3. August 1871 ebenda) war ein hessischer Politiker und Abgeordneter der Kurhessischen Ständeversammlung.

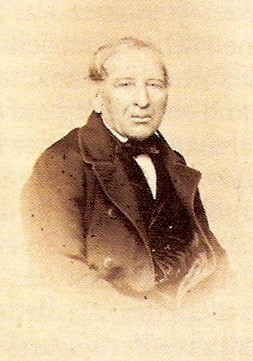
Johann Heinrich Schreiber (1862)

## Familie
Johann Heinrich Schreiber war der Sohn des Gutsbesitzers David Schreiber. Er erbte den väterlichen Hof in Asterode und arbeitete dort als Landwirt. Er war mit Anna Katharina geborene Blumenauer (1799–1866) verheiratet. Nach seinem Tod ging das Anwesen in den Besitz seiner Tochter Anna Elisabeth (1824–1897) über, die im Jahr 1851 den Landwirt Heinrich Haas (1830–1865) aus Steindorf geheiratet hatte.

## Politik
Johann Heinrich Schreiber wurde 1862 für den Kreis Ziegenhain in die Kurhessische Ständeversammlung gewählt. Später erfolgte seine Wiederwahl für den Kreis Homberg.